# Eurya pickeringii
Eurya pickeringii är en tvåhjärtbladig växtart som beskrevs av Asa Gray. Eurya pickeringii ingår i släktet Eurya och familjen Pentaphylacaceae. Inga underarter finns listade i Catalogue of Life.